# Lurcock Lake
Der Lurcock Lake ist ein runder, etwa 200 m hoch liegender See auf Südgeorgien im Südatlantik. Auf der Barff-Halbinsel liegt er nordwestlich des Mills Peak.
Das UK Antarctic Place-Names Committee benannte ihn 2014 nach Patrick „Pat“ Murray Lurcock (* 1962) und Sarah Jane Lurcock (* 1962), die als Verwaltungsbeamte des Vereinigten Königreichs auf Südgeorgien tätig waren.